# Butterfly Effect (A Toys Orchestra)
Butterfly Effect è il sesto album discografico in studio del gruppo musicale rock italiano A Toys Orchestra, pubblicato nell'ottobre 2014.

## Il disco
Il titolo del disco si riferisce all'espressione inglese che indica, nella teoria del caos, l'effetto farfalla, ossia la dipendenza sensibile alle condizioni iniziali.
L'album è stato registrato a Berlino con la supervisione di Jeremy Glover (già collaboratore di Crystal Castles, Liars e IAMX) e con il contributo artistico del polistrumentista Julian Barrett.
Il disco è stato anticipato dalla pubblicazione del singolo Always I'm Wrong, del quale è stato diffuso anche il video.
L'artwork è stato curato da Roberto Amoroso.

## Tracce
1. Made to Grow Old
2. Fall to Restart
3. Always I'm Wrong
4. My Heroes Are All Dead
5. Mirrorball
6. Wake Me Up
7. C'mon Get Out
8. Quiver
9. Mary
10. Take My Place
11. All Around the World

## Formazione
- Enzo Moretto - voce, chitarre, tastiere, synth
- Raffaele Benvenuto - basso, chitarra, cori
- Ilaria D'Angelis - tastiere, synth, basso, chitarra, cori
- Andrea Perillo - batteria
- Julian Barrett - piano, synth, chitarra